# Кахане, Меир
Рав Кахане, Меир Давид (ивр. הרב מאיר דוד כהנא‎) (1 августа 1932, Бруклин, Нью-Йорк — 5 ноября 1990, Нью-Йорк, США) — американский и израильский общественный, политический и религиозный деятель, депутат Кнессета 11-го созыва, публицист, еврейский националист.
Кахане приобрёл известность как лидер «Лиги защиты евреев», основанной им в 1968 году для защиты еврейского населения бедных кварталов Нью-Йорка. Однако, уже вскоре после основания основной сферой деятельности Лиги стала борьба за право евреев СССР репатриироваться в Израиль.
В 1971 году Кахане совершил алию в Израиль, где безуспешно участвовал в выборах в Кнессет 1973, 1977 и 1981 года. Созданное им движение «Ках» преодолело электоральный барьер в 1984 году, получив один мандат, но в 1988 году, перед очередными выборами, «Ках» не был допущен к участию в выборах, так как Центральная избирательная комиссия Израиля (ЦИК) и Верховный суд Израиля признали его программу подпадающей под принятую в 1985 году поправку к закону, направленную против разжигания расизма. Согласно предвыборным опросам, «Ках» мог получить в Кнессете 12-го созыва от 6 до 12 мандатов (то есть от 5 до 10 % голосов израильтян).
В 1990 году Меир Кахане был убит в Нью-Йорке в результате теракта, совершённого египетским арабом. На похороны рава Кахане в Иерусалиме пришло, по разным оценкам, от 20 до 50 тысяч человек.
В 1994 году партия «Ках» и отколовшаяся от неё фракция «Кахане Хай» были запрещены в Израиле. В настоящее время обе эти организации признаны террористическими в Израиле,
США, ЕС и Канаде.

## Биография
Мать рава Кахане — Соня (Сарра) Трейнина, попала в Америку вместе с родителями, уехавшими в 1919 году из Двинска (Латвийская ССР; ныне Даугавпилс, Латвия).
Отец рава Кахане — Чарльз (Иехезкиэль-Шрага) Кахане, уроженец Цфата.
Меир Кахане вырос в Нью-Йорке. Тринадцать лет учился в знаменитой ортодоксальной иешиве «Мир» в Бруклине, в которой получил «смиху» (звание раввина). Получил степень бакалавра в Нью-Йоркской юридической школе, затем изучал международное право в Нью-Йоркском университете (степень магистра).
Начал карьеру как раввин синагоги в Хауард-Бич в Куинсе, но после того, как по его настоянию в этой консервативной синагоге стали следовать ортодоксальной интерпретации галахи, а его ученики стали требовать дома соблюдения кашрута и субботы, его контракт не был продлён. После этого Кахане зарабатывал на жизнь развозкой газет, в 1968 году стал журналистом, а затем и редактором «Jewish Press» — самой крупной еврейской еженедельной газеты того времени. Первой статьёй, напечатанной Кахане в «Jewish Press», стала «Конец чуда Хауард-Бич».

## Политическая деятельность

### В США
С детства был сторонником Жаботинского и последователем ревизионистского сионизма. В юношеские годы стал активистом и одним из руководителей движений Бейтар и Бней Акива в США.
В 1968 году создал «Лигу защиты евреев» для защиты еврейских кварталов Нью-Йорка от хулиганства, нападений и провокаций «со стороны антисемитски настроенных элементов из негритянских и латиноамериканских кварталов» и для возрождения у американских евреев чувства собственного достоинства и национальной гордости.
В 1969 году рав Кахане и «Лига защиты евреев» стали первыми, кто начал открытую бескомпромиссную борьбу за освобождение советского еврейства. С 1970 года организация начала активную кампанию борьбы за право евреев СССР репатриироваться в Израиль.
Лига участвовала в демонстрациях против неонацистов. Она устраивала и теракты против различных антисемитских организаций [уточнить], палестинских и советских представительств.
В октябре 1970 года ею был организован взрыв в нью-йоркском представительстве Организации освобождения Палестины, 23 ноября 1970 года бомба была брошена в офис Аэрофлота в Нью-Йорке, в том же месяце было сожжено три машины советских дипломатов, в апреле 1971 года были организованы взрывы в советских торговых представительствах в Нью-Йорке и Амстердаме. Каждый раз после терактов делались звонки, в которых звонившие повторяли лозунг «Никогда больше».
21 марта 1971 года Лига провела масштабную демонстрацию в Вашингтоне возле советского посольства: «Почти три тысячи человек с шестиконечными звёздами на одежде пришли требовать свободу советским евреям. Это была мирная демонстрация, люди пели песню Шломо Карлебаха „Ам Исраэль Хай“ („Народ Израиля жив“), скандировали „Свободу советским евреям!“ и „Отпусти народ мой!“».
Поскольку демонстранты перекрыли движение возле посольства, Кахане и ещё несколько человек были арестованы. Условия отбывания срока заключения для Кахане были исключительно мягкими — он имел право ежедневно покидать федеральную тюрьму на срок до семи часов «для совершения религиозных обрядов и питания кошерной пищей». В целом, к лету 1980 года Кахане 62 раза задерживался полицией, однако общий срок заключения по этим задержаниям составил всего 90 дней.
Подобные действия вызвали преследования «Лиги защиты евреев» со стороны ФБР и возмущение подавляющей части американской еврейской общины.
В июле 1971 года Меир Кахане был приговорён к 5 (или к 4) годам условно и к штрафу в 5 тысяч долларов за причастность к изготовлению взрывчатых веществ.

### В Израиле
В сентябре 1971 года Кахане вместе с женой и четырьмя детьми с их семьями репатриировался в Израиль и поселился в Иерусалиме.
26 января 1972 года члены организации «Лига защиты евреев» произвели взрыв зажигательной, по другим источникам — дымовой бомбы или шашки, в здании на 56-й улице в Нью-Йорке в офисе импресарио Сола Юрока, который занимался организацией гастролей советских ансамблей в США.
В результате взрыва погибла, задохнувшись в дыму, Айрис Конес — секретарь С. Юрока, ранения и ожоги получили сам Юрок и от 9 до 12 его сотрудников.
Согласно ряду источников, акция была проведена несколькими членами «Лиги защиты евреев» самовольно, без ведома руководства организации, а вдохновитель и исполнитель акции, специалист по взрывчатым устройствам Шелдон Сигел (англ. Sheldon Seigel), изготовивший бомбу, оказался агентом ФБР, и «действовал, вероятно, с целью скомпрометировать Лигу».
М. Кахане, находившийся в это время уже в Израиле и узнавший об этой трагедии только post factum, назвал эту акцию «безумной».
Позднее он написал: «Я уверен, что те, кто изготовил взрывчатое устройство, не имели ни малейшего намерения принести ущерб еврею или любому другому сотруднику фирмы. Однако еврейский народ был в состоянии войны [с Советским Союзом] за свободу советских евреев, и, как это ни трагично, иногда на войне бывают невинные жертвы».
Едва ли не с первого дня пребывания в Израиле рав Кахане стал объектом грубых нападок, клеветы и преследований со стороны властей и «левых» кругов. Рав Кахане стал первым евреем в Израиле, который подвергся так называемому «административному» аресту без суда и следствия и был заключён в тюрьму, где провёл несколько месяцев .
В 1971 году он создал движение «Ках», которое участвовало в выборах в Кнессет в 1973, 1977 и 1981 годах, но не преодолевало электоральный барьер. Перед выборами в Кнессет 11-го созыва 1984 года ЦИК не допустила движение «Ках» к выборам, признав его программу расистской. Однако Верховный суд Израиля отменил это решение, и «Ках» получил 25 907 голосов (1.2 %), и был представлен в Кнессете Меиром Кахане. Его избрание в Кнессет вызвало волну истерических реакций множества политических партий, государственных и общественных организаций в Израиле и за его пределами.
Избрание движения «Ках» в Кнессет, равно как и «Прогрессивного списка за мир», находящегося на другом краю политического спектра Израиля и не скрывавшего своих связей с ООП, вызвало серьёзные опасения у тогдашней политической элиты. В связи с этим, в 1985 году Кнессетом была принята «Поправка № 9» к основному «Закону о Кнессете», ограничивавшая участие в выборах как организаций, требующих изменения еврейского и демократического характера государства Израиль, так и тех, чья программа признавалась расистской.
Согласно многим источникам[уточнить], единственной целью принятия этого закона было воспрепятствовать раву Кахане баллотироваться на выборах в Кнессет, так как всё больше евреев Израиля становились его сторонниками. Эта поправка и была применена перед выборами 1988 года к движению «Ках», когда ЦИК не допустила его к выборам на основании предыдущего обращения Кахане в Верховный суд Израиля (БАГАЦ), в котором он заявлял, что «требование обеспечения безопасности (граждан Израиля) оправдывает серьёзные дискриминационные меры против арабов». БАГАЦ утвердил решение избирательной комиссии, постановив, что «заявление и действия „Ках“ являются расистскими», однако «Прогрессивный список за мир» от выборов отстранен не был.
При этом, согласно предвыборным опросам, движение «Ках» могло получить в Кнессете 12-го созыва от 6 до 12 мандатов. Некоторые эксперты предсказывали даже 20 %, что сделало бы «Ках» третьей по величине партией в Израиле.
Кахане также основал иешиву «Еврейская идея» в Иерусалиме.

## Убийство и последующие события
Вечером 5 ноября 1990 года после лекции на Манхэттене палестинский араб Эль Саид Нуссар застрелил Кахане. Несмотря на многочисленных свидетелей убийства, суд присяжных не признал его виновным в убийстве, а обвинил только в незаконном владении оружием. Судья был недоволен решением присяжных, которые, по его мнению, проигнорировали серьёзные доказательства, и приговорил Нуссара к 22 годам лишения свободы (максимально возможный срок за незаконное хранение оружия). В 2006 году террорист признался в содеянном в документальном фильме «Кешер теомим» израильского режиссёра Дани Ситона. В настоящее время Нуссар отбывает пожизненный тюремный срок за участие в подготовке теракта во Всемирном торговом центре в 1993 году.

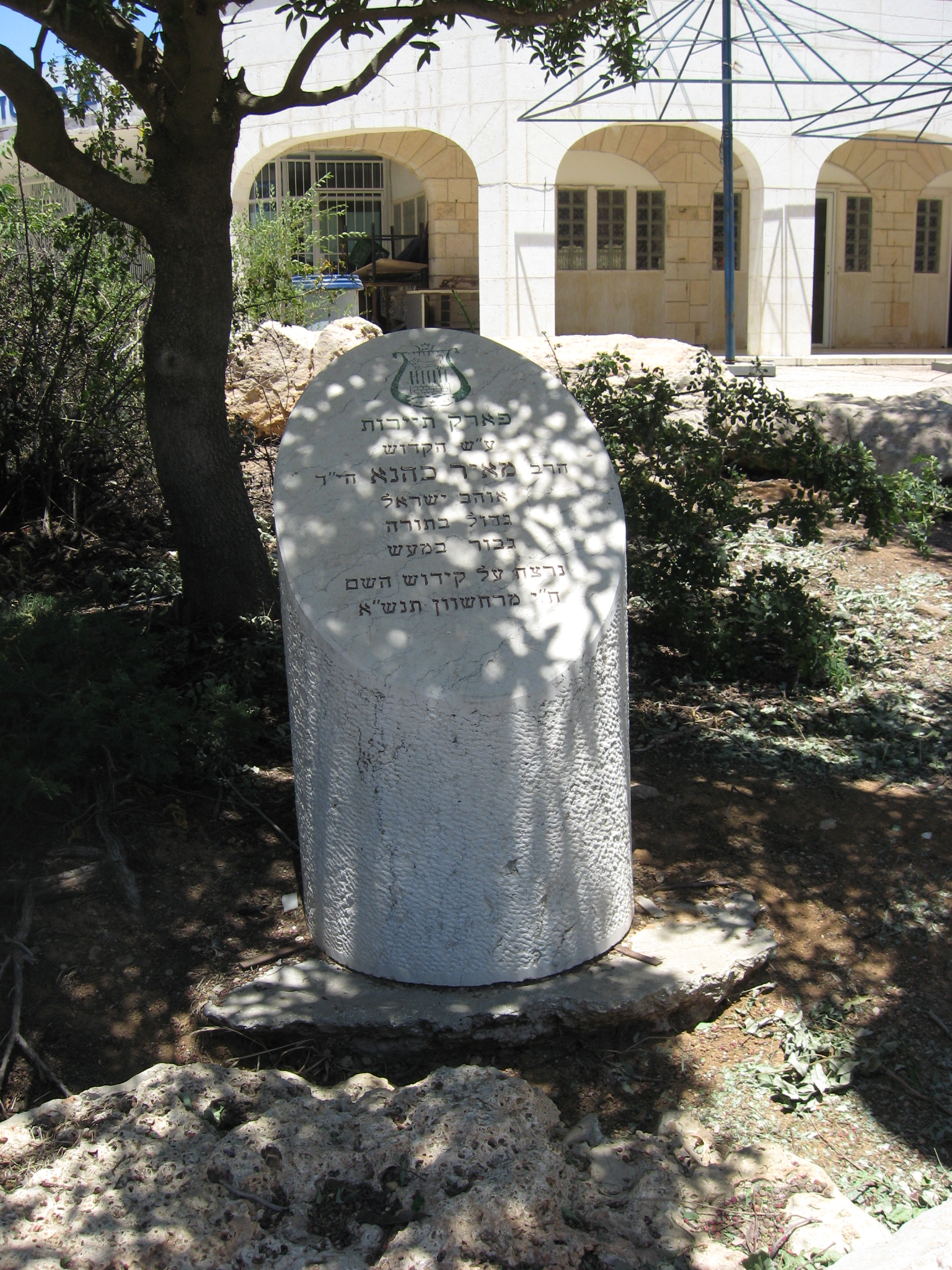
Памятник Меиру Кахане в мемориальном парке его имени в Кирьят-Арбе

На похороны рава Кахане в Иерусалиме пришло, по разным оценкам, от 20 до 50 тысяч человек.
После убийства Кахане движение «Ках» и связанная с ним иешива разделились. Младший сын Меира Кахане Биньямин Зеев возглавил движение «Кахане хай» (ивр. כהנא חי‎, «Кахане жив») и отделение ешивы в Кфар-Тапуахе. Биньямин Зеев Кахане и его жена Тали погибли в 2000 году, когда палестинские террористы расстреляли их машину возле поселения Офра в Самарии.
«Лига защиты евреев» в Америке продолжала существовать, пережив несколько небольших всплесков активности в середине 1970-х и в начале 1980-х, но в целом без харизматичного лидера и после репатриации наиболее активных членов в Израиль, её деятельность существенно сократилась, а демонстрации больше не принимали массовый характер. Организация пережила несколько расколов и потеряла былое влияние. В итоге, название сохранилось за группой под руководством Ирва Рубина из Лос-Анджелеса, занявшего пост председателя в середине 1980-х. Рубин был арестован в декабре 2001 года, когда ему были предъявлены обвинения в планировании террористической атаки на мечеть в Калифорнии и покушения на убийство конгрессмена арабского происхождения Даррелла Иссу. Рубин покончил с собой в тюрьме до вынесения приговора, а через несколько лет был убит и второй арестованный по тому же делу активист «Лиги защиты евреев», Эрл Кругель. Жена Ирва Рубина, Шелли, стала номинальным руководителем «Лиги» после его смерти, но многие ветераны движения вышли из организации из-за несогласия с её назначением. Шелли Рубин, как и другие родственники убитых, безуспешно требовали проведения расследования, ставя официальную версию происшедших событий под сомнение.
После теракта 25 февраля 1994 года в «Пещере Праотцов», совершённого членом движения «Ках» Барухом Гольдштейном, организации «Ках» и «Кахане хай» были объявлены Израилем террористическими и запрещены.
В 2009 году ученик и последователь рабби Меира Кахане, Михаэль Бен-Ари, стал депутатом Кнессета 18-го созыва от партии «Эрец Исраэль Шелану» («Наша Земля Израиля»), входящей в блок «Ихуд Леуми» («Национальное Единство»). На предыдущих выборах в Кнессет безуспешно пытался пройти Барух Марзель (от партии «Хазит Йеhудит Леумит» — «Еврейский Национальный Фронт», вошедшей позже в «Эрец Исраэль Шелану», а до того — в новый «Херут» под руководством Михаэля Кляйнера). Согласно А. Эскину, Авигдор Либерман (НДИ) в молодости также был сторонником Кахане.

## Идеология
Рав Меир Кахане боролся за то, чтобы Государство Израиль стало исключительно еврейским государством, основанным на еврейских законах и избавленным от присутствия «вражеского» арабского населения. Его призыв к «Аxават Исраэль!» («Любовь к Израилю!») сделал его сторонниками тысячи евреев: 

Аxават Исраэль! Что означают эти слова? Они означают любовь к еврею, к каждому еврею, включая самого себя. Они означают, что еврей обязан любить свой народ. Об этом забыли американские евреи, хранившие молчание в дни Катастрофы. Об этом забыли те, кто пытались избавиться от своей национальной сущности, чтобы стать настоящими американцами. Это понятие чуждо тем левым и либералам, которые готовы бороться за что угодно, но только не за интересы своего народа. Ahават Исраэль забыта теми, кто осуждает организаторов самообороны в кварталах еврейской бедноты. Те, кто называют Израиль «империалистическим агрессором» и заявляют, что судьба советских евреев это «не их дело», тоже не имеют представления о том, что такое Ahават Исраэль.— Меир Кахане. Никогда Больше!
Кахане выступал с требованиями аннексии территорий, захваченных в 1967 году и выселения (трансфера) арабов, не признающих еврейский характер государства Израиль, за его пределы. В его терминологии этот трансфер назывался «завершением обмена населением», поскольку с 1948 года Израиль принял около 750 000 евреев-беженцев из арабских стран. Растущее арабское меньшинство Кахане считал демографической угрозой, способной уничтожить Израиль в качестве еврейского государства демократическим путём. Кахане был противником современного устройства Государства Израиль, полагая, что между стремлением сохранить в Государстве Израиль демократический режим западного типа и желанием, чтобы это государство было еврейским, существует противоречие. Арабам, согласившимся покинуть Израиль добровольно, Кахане предлагал выплатить денежную компенсацию за оставленное ими имущество.
Призывал к сносу мечетей на Храмовой горе, к контролю евреев над всеми муниципалитетами и общественными организациями. Кахане предлагал включить многие элементы Галахи (еврейского религиозного законодательства) в израильское законодательство. Он заявлял, что «Ках» будет поддерживать только то правительство, которое разделяет идею трансфера арабов, и голосовал за поправку к основным законам, запрещавшую участие в выборах партий и движений, которые отрицают еврейский характер Государства Израиль.
Борясь за недопущение повторения Холокоста, рав Меир Кахане сделал всемирно известными призыв «Никогда больше!» и эмблему движения «Ках» — ставшую символом борьбы евреев против нацизма и антисемитизма: 

Мы видели груды трупов в лагерях, в которых они убивали нас. Мы стояли в пустых теперь помещениях, где ещё совсем недавно наши братья стояли нагими в ожидании смерти. Мы были там одни и не одни. Рядом с нами витали души тех, кого больше нет, чья кровь лилась как вода, потому что еврейская кровь ценится очень дёшево. Мы видели их простертые к нам руки и смотрели в их горящие, терзающие душу глаза, взгляд которых проникал в самую нашу суть. И мы слышали их голоса: «Никогда больше! Никогда это не должно повториться! Обещайте нам!» Мы должны выполнить их требование. Для этого и написана эта книга. Это не должно повториться!— Меир Кахане. Никогда Больше!

## Семья
Был женат с 1956 года на Либби Блюм, в браке родились четверо детей — две дочери Това и Циппора и два сына Барух и Биньямин Зеэв. Младший сын, Биньямин Зеэв — ортодоксальный раввин, возглавлял организацию «Кахане Хай», убит в 2000 году.